# Аньцзи
Аньцзи́ (кит. упр. 安吉, пиньинь Ānjí) — уезд городского округа Хучжоу провинции Чжэцзян (КНР).

## История
Во времена империи Хань в 121 году до н.э. был создан уезд Гучжан (故鄣县). В 185 году южная часть уезда Гучжан была выделена в отдельный уезд Аньцзи, который получил название в честь строчки из «Ши цзин».
Во времена империи Мин из уезда Аньцзи в 1487 году был выделен уезд Сяофэн (孝丰县). В 1506 году уезд Аньцзи был поднят в статусе, став областью Аньцзи (安吉州), и уезд Сяофэн перешёл в подчинение властям области Аньцзи. Во времена империи Цин область Аньцзи в 1774 году была понижена в статусе, вновь став уездом.
После образования КНР уезды Аньцзи и Сяофэн вошли в состав Специального района Линьань (临安专区). В 1953 году Специальный район Линьань был расформирован, и уезды перешли в состав Специального района Цзясин (嘉兴专区). В 1958 году уезд Сяофэн был присоединён к уезду Аньцзи.
В 1973 году Специальный район Цзясин был переименован в Округ Цзясин (嘉兴地区).
В октябре 1983 года округ Цзясин был расформирован, а вместо него были образованы городские округа Цзясин и Хучжоу; уезд Аньцзи вошёл в состав городского округа Хучжоу.

## Административное деление
Уезд делится на 9 посёлков и 4 волости.

## Экономика
В Аньцзи выращивают бамбук и съедобные грибы (бамбуковый гриб и кольцевик), развиты птицеводство и производство яиц. Кроме того, Аньцзи славится на весь Китай производством декоративных бамбуковых люстр и плафонов.

### Туризм
По итогам 2021 года в Аньцзи насчитывалось более 1300 гостевых домов, уезд посетили 12,065 млн туристов, доходы от туризма достигли 3,196 млрд юаней (487,54 млн долл. США).

## Транспорт
Через вокзал Аньцзи проходит высокоскоростная железная дорога Шанцю — Ханчжоу.

## Галерея

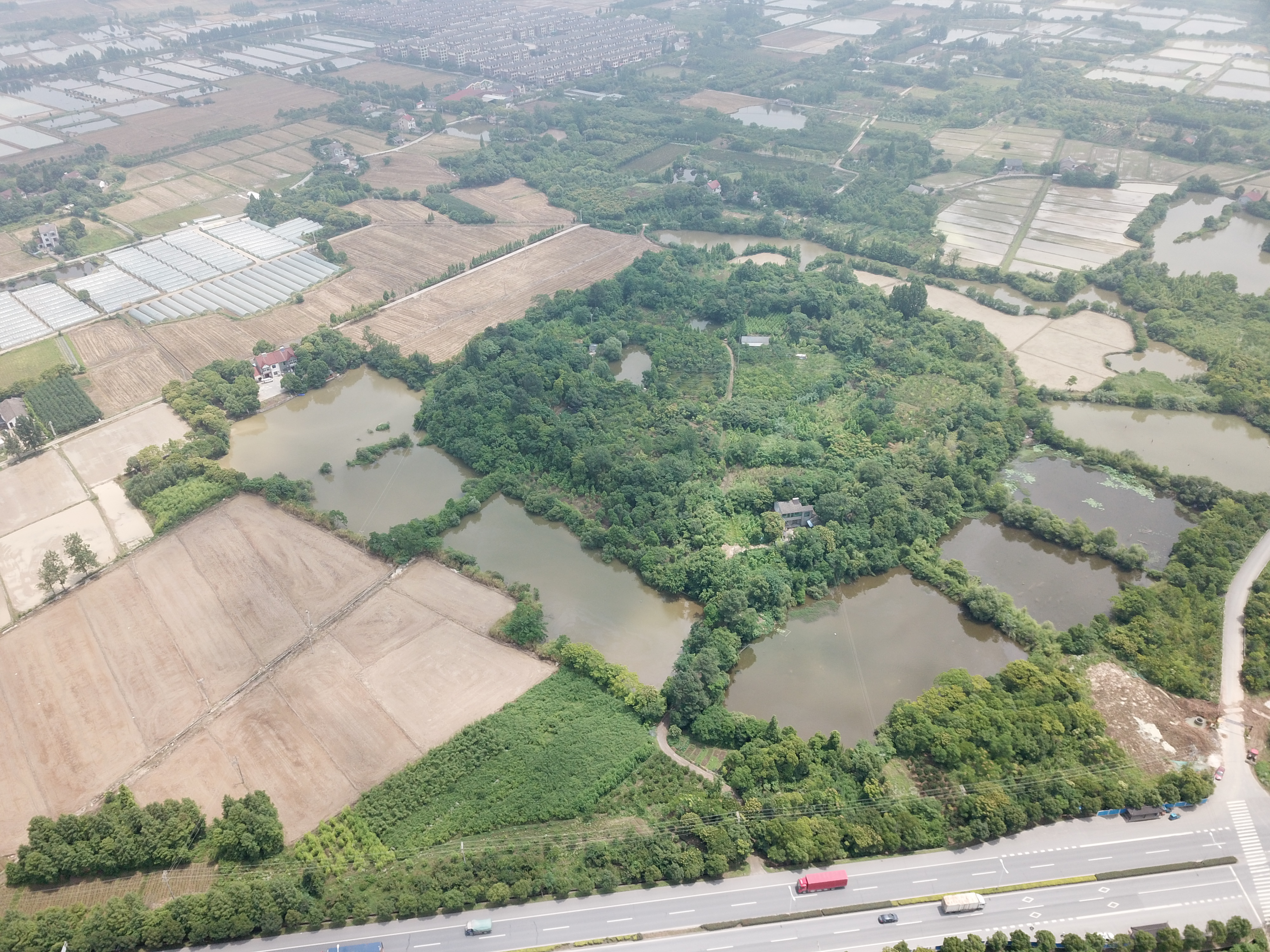
Яошань
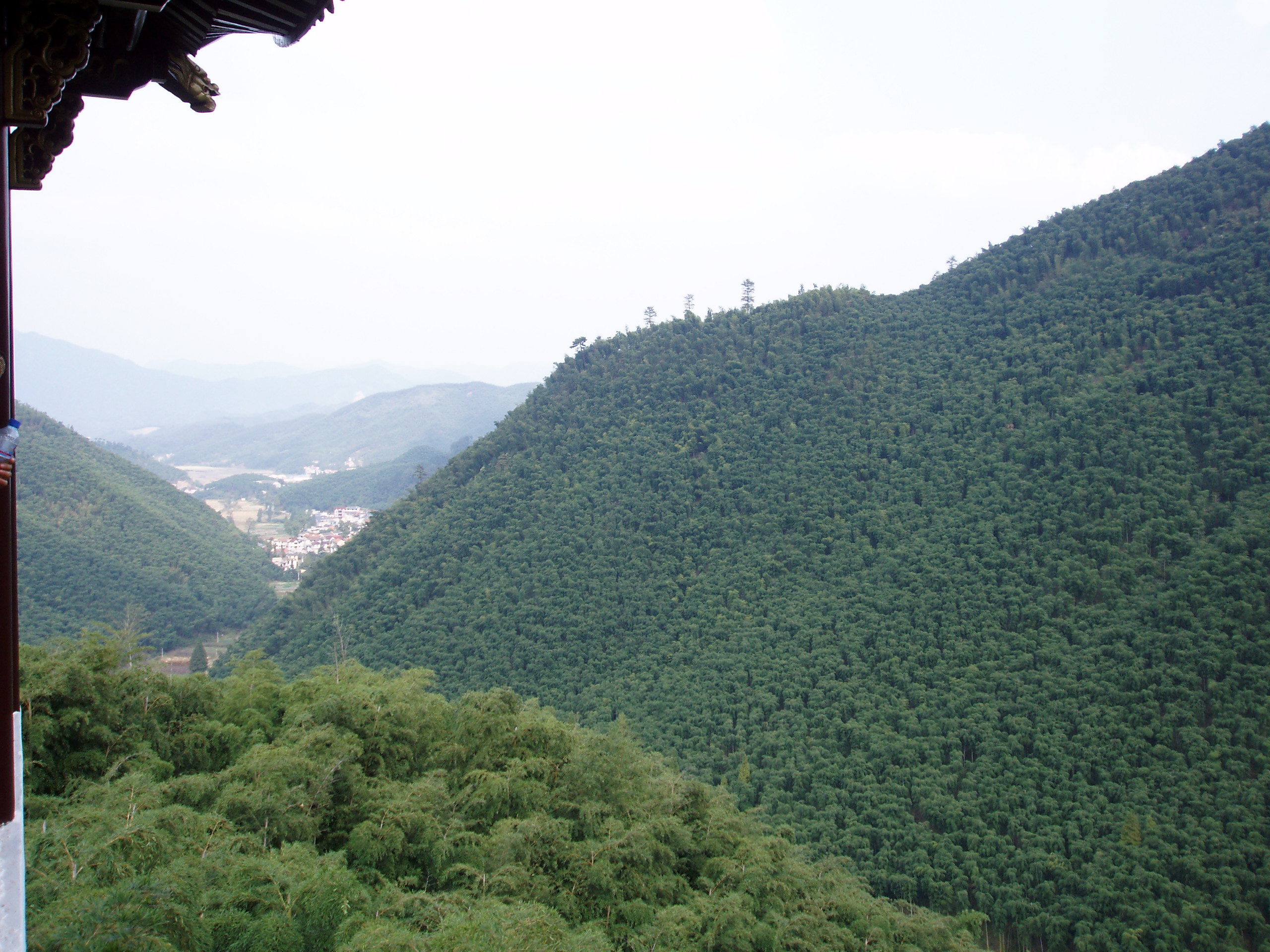
Бамбуковый лес
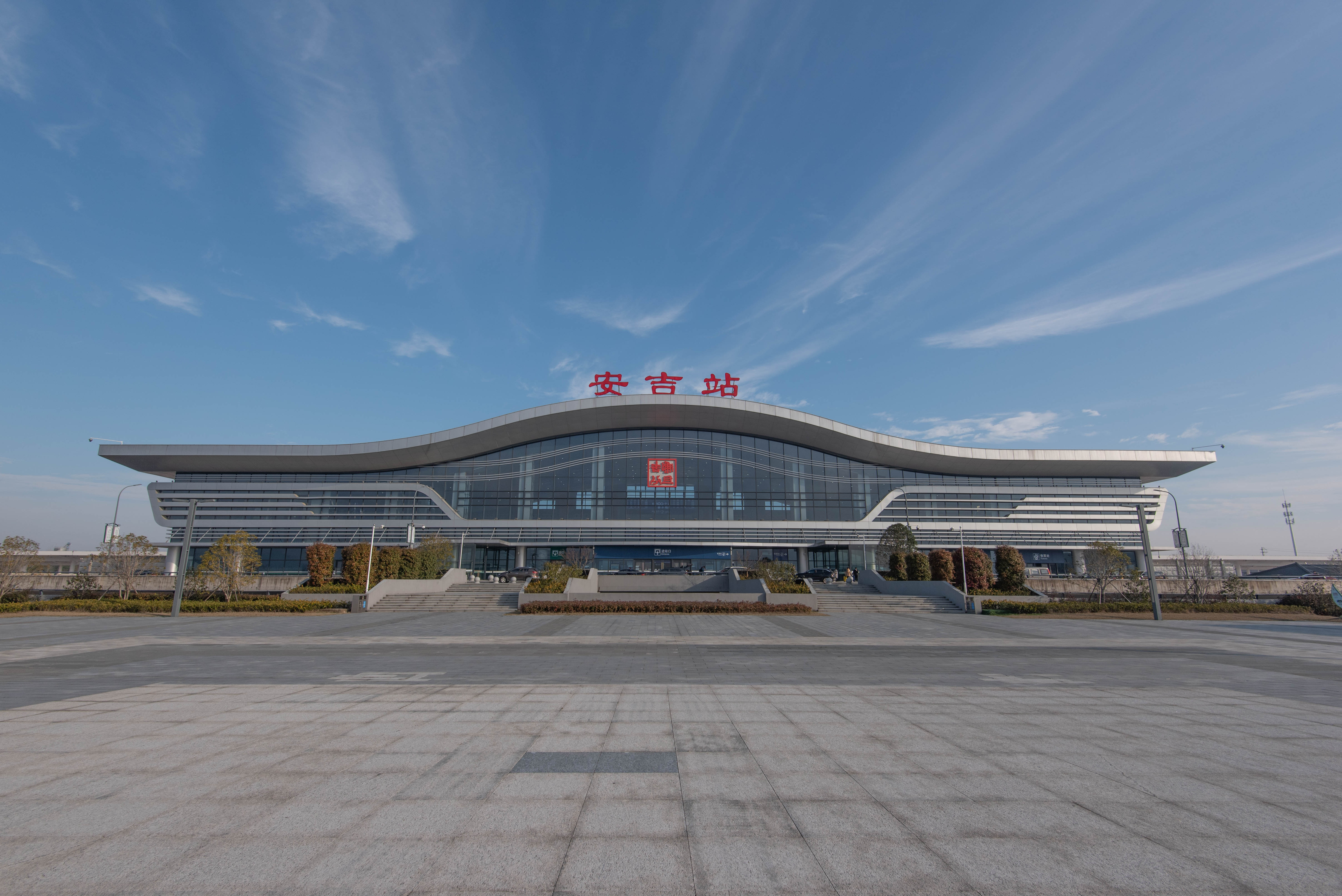
Вокзал
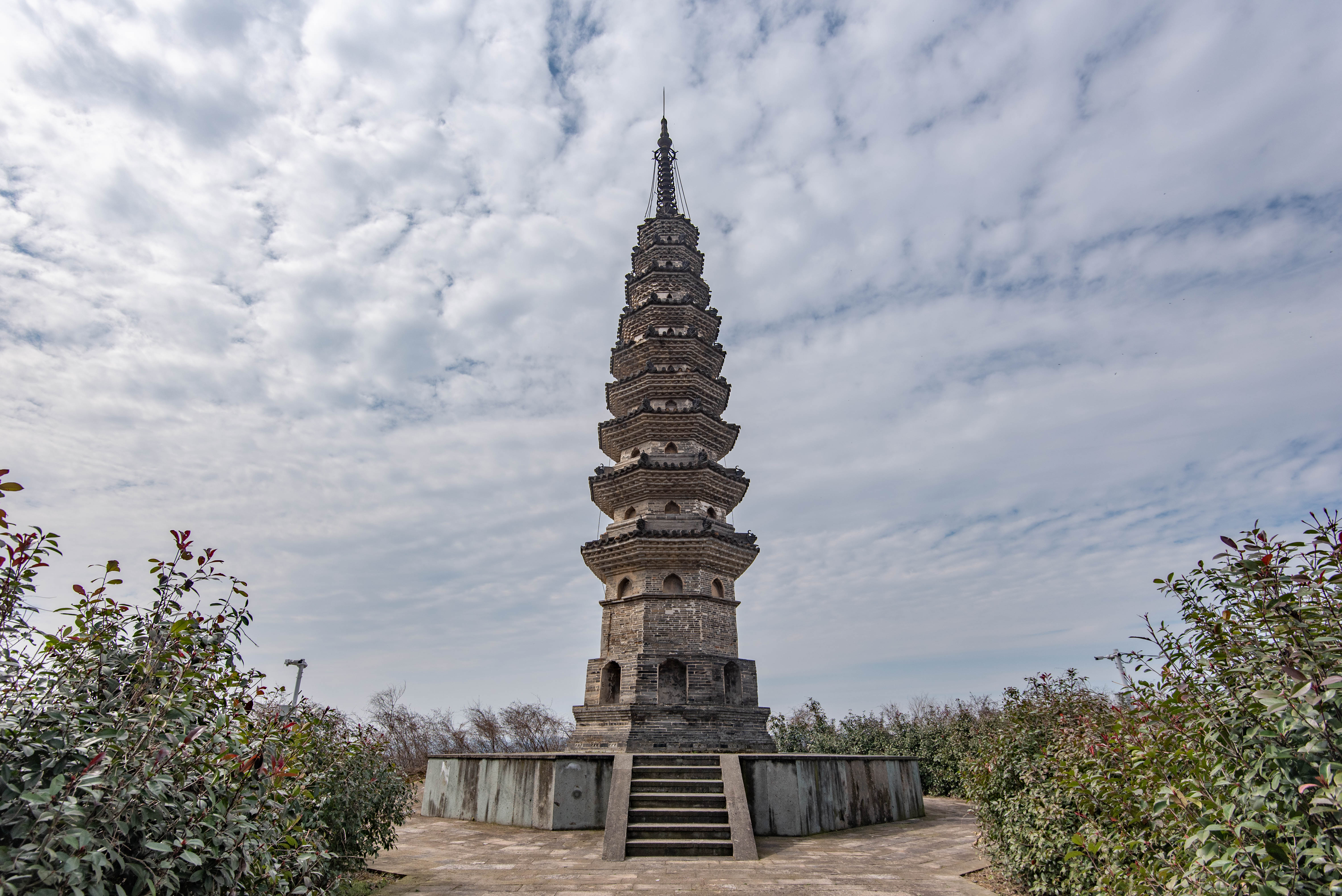
Пагода
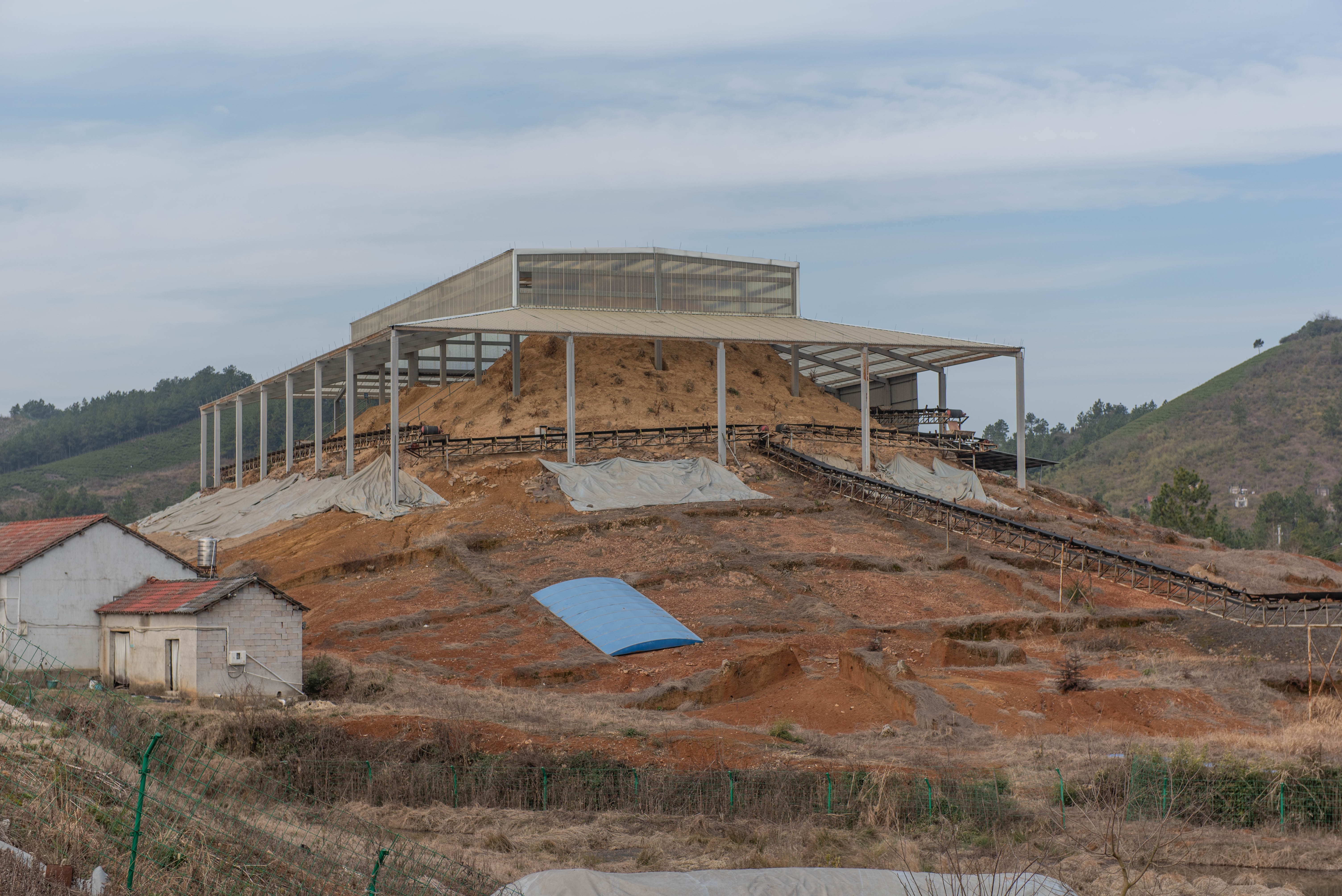
Раскопки гробницы
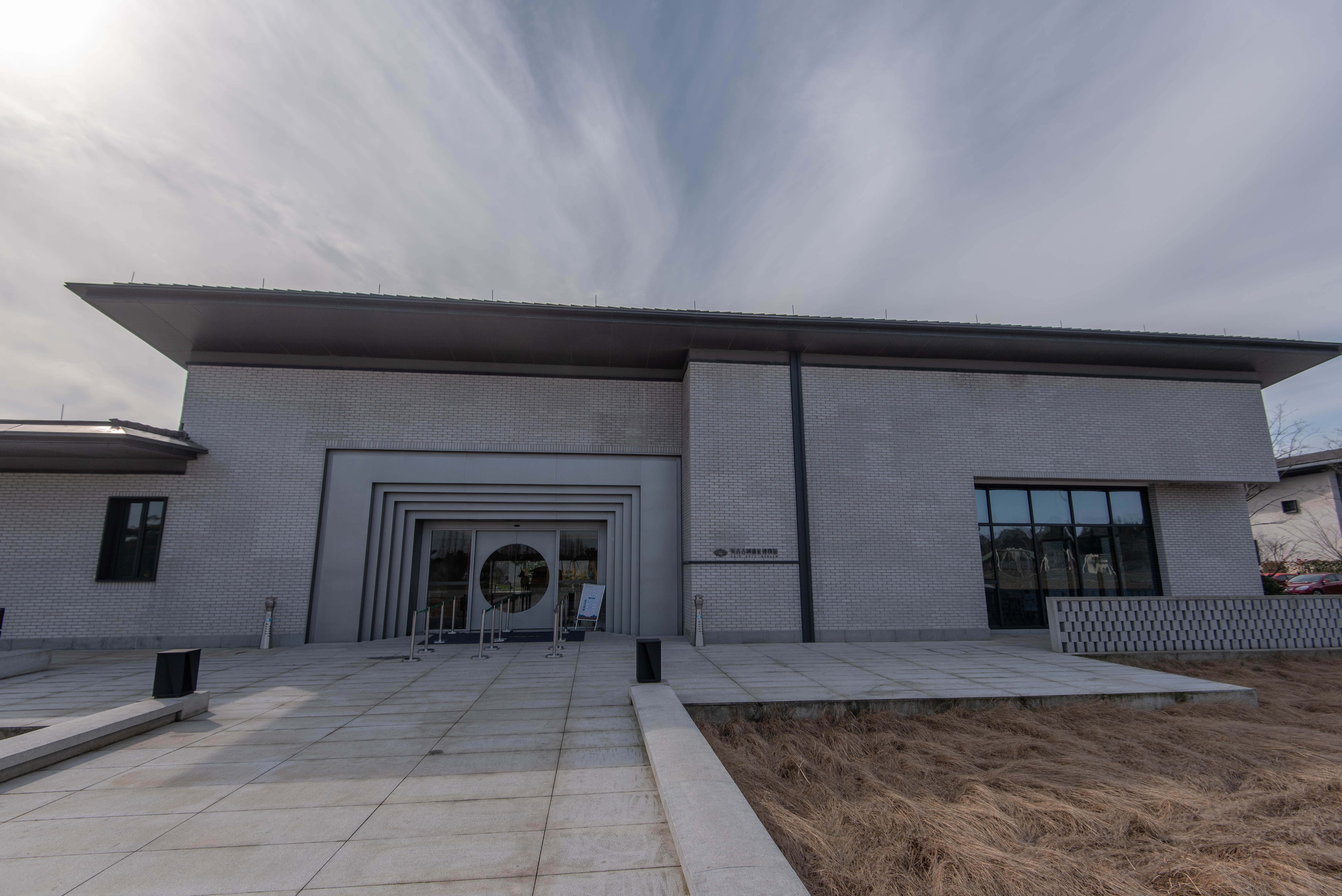
Музей гробницы
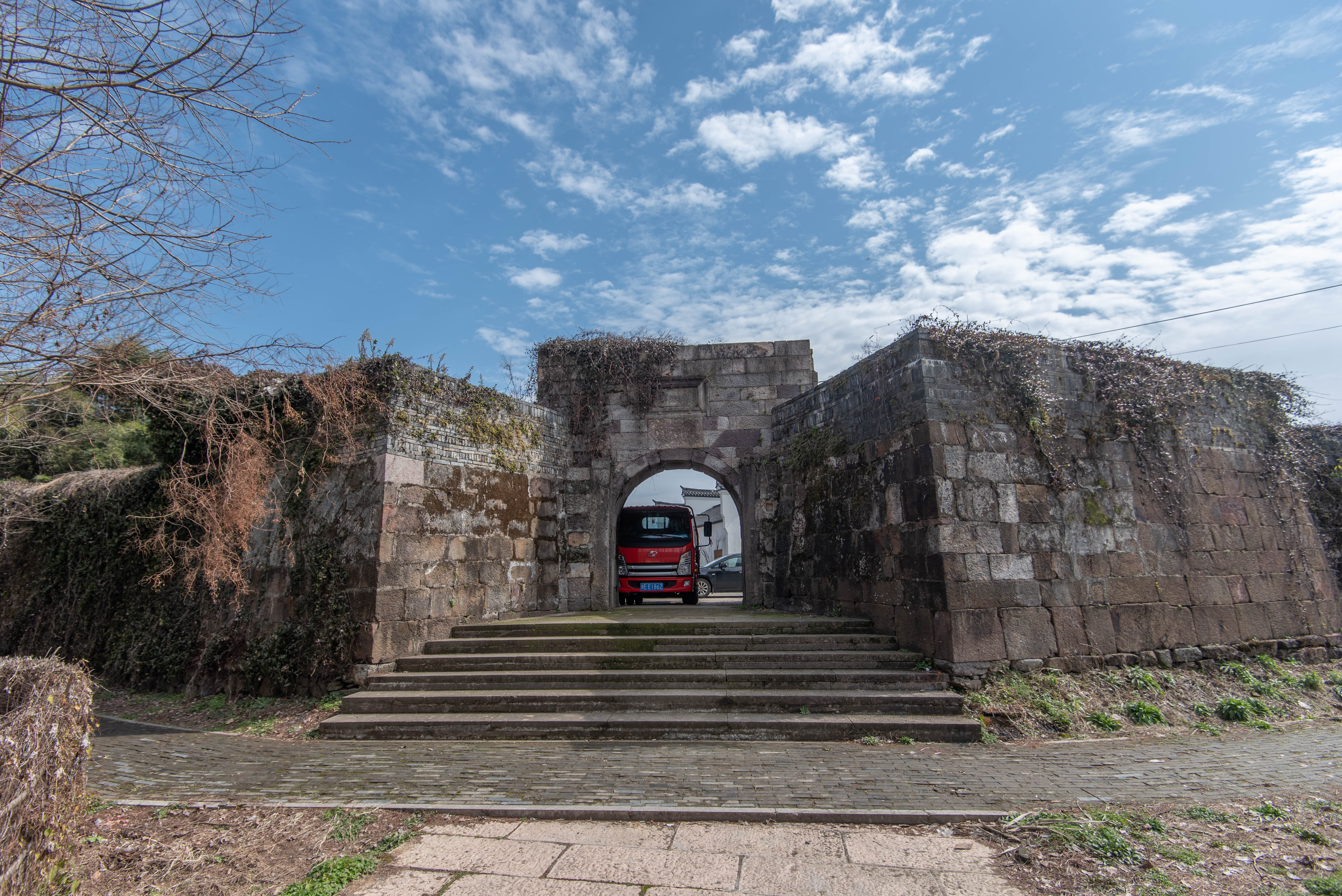
Городские ворота
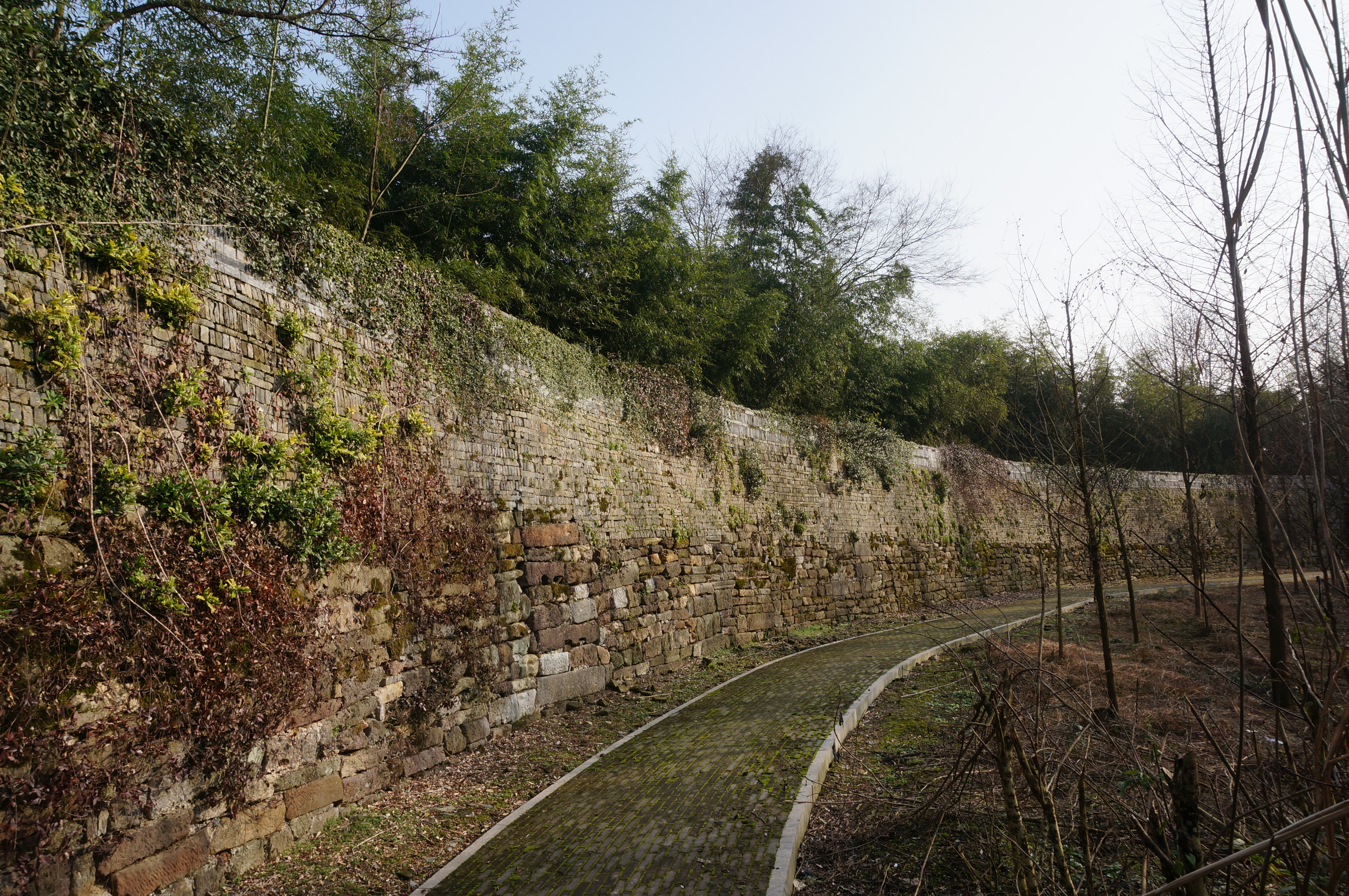
Городская стена